# Marsupium (Peracarida)

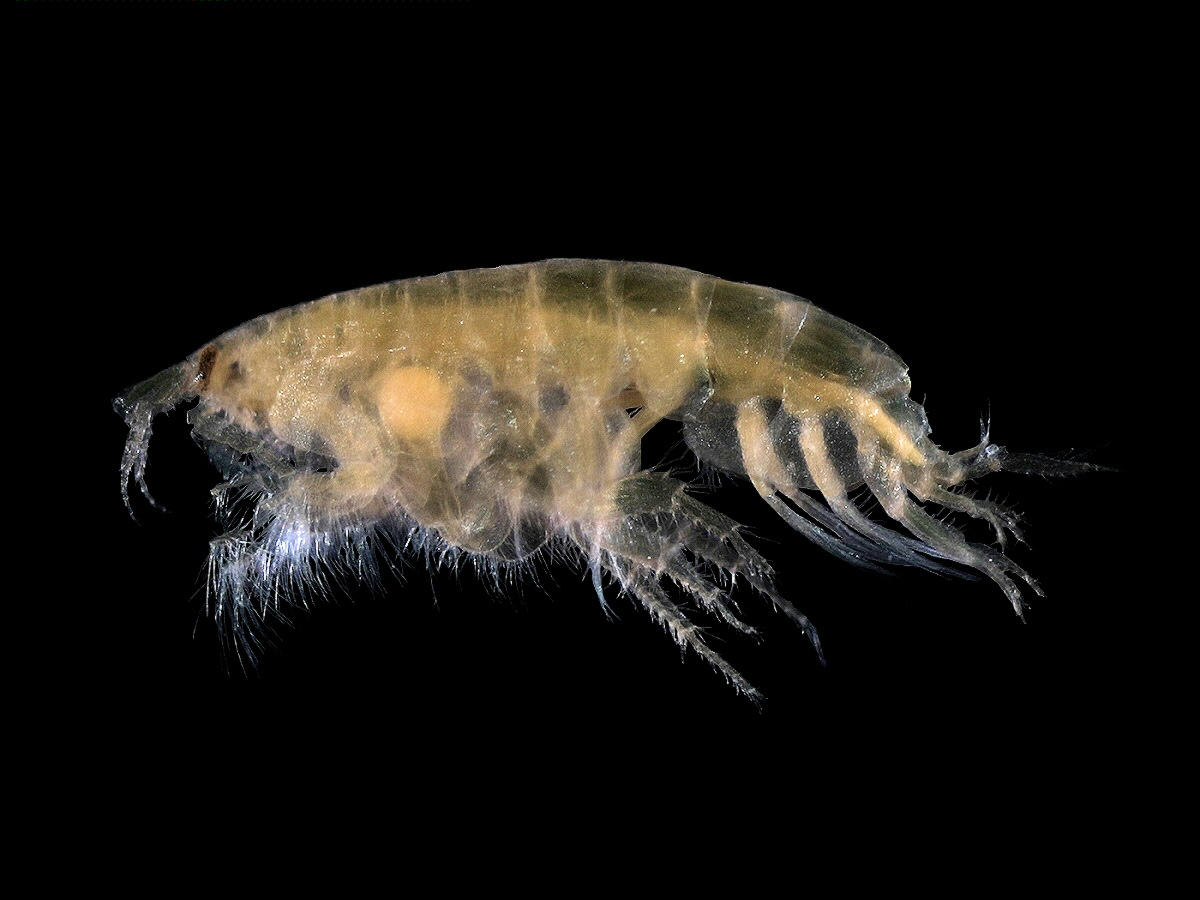
Bathyporeia elegans Con un huevo en su marsupium

El marsupium o saco de crianza,  es una característica de algunos crustáceos planctónicos tales como Peracarida, incluyendo los órdenes Amphipoda, Isopoda, Cladocera, y Cumacea. Es un recipiente para los huevos formado por ostegitos, los cuales son apéndices sujetos a los  pereiopódos. Las hembras ponen sus huevos directamente dentro del marsupium, en el cual se desarrollarán los embriones, experimentando varias ecdisis antes de emerger como adultos de miniatura denominados como mancas. Los machos carecen de este órgano.